# Comuna Novosafronivka, Nova Odesa
Novosafronivka (în ucraineană Новосафронівка) este o comună în raionul Nova Odesa, regiunea Mîkolaiiv, Ucraina, formată din satele Kameanka, Novosafronivka (reședința) și Zaricine.

## Demografie
Componența lingvistică a comunei Novosafronivka
     Ucraineană (88,48%)
     Rusă (8,7%)
     Română (2,08%)
Conform recensământului din 2001, majoritatea populației comunei Novosafronivka era vorbitoare de ucraineană (88,48%), existând în minoritate și vorbitori de rusă (8,7%) și română (2,08%).